# Новинка (Звягинское сельское поселение)
Новинка — деревня в Хвойнинском муниципальном округе Новгородской области.

## География
Находится в северо-восточной части Новгородской области на расстоянии приблизительно 36 км на восток-юго-восток по прямой от районного центра Хвойная.

## История
Была отмечена ещё на карте 1840 года. До 2020 года входила в Звягинское сельское поселение. Имела статус сельца.

## Население
Численность населения: 5 человек (русские 100 %) в 2002 году, 1 в 2010.